# ドイツ体育大学ケルン
ドイツ体育大学ケルン（ドイツたいいくだいがくケルン、Deutsche Sporthochschule Köln）はドイツ・ノルトライン＝ヴェストファーレン州ケルンにあるドイツ唯一の体育大学である。日本では「ケルン体育大学」と呼ばれることが多い。

## 概要
戦前のベルリン体育大学を前身とし、1947年に再建される形でケルンに創設された。初代学長のカール・ディームは1936年のベルリンオリンピック の大会組織委員会の事務総長を務めた人物である。現在は教育学部、社会学部、心理学部、スポーツ医学部など21学部に6000人の生徒が学び、さまざまな研究、教育が行われている。
サッカー指導者養成機関としても知られ、ドイツ国内で唯一のS級ライセンス（ドイツ・ブンデスリーガで指揮を執ることが許される）の発行を行っている。また古くから多くの日本サッカー関係者が留学に訪れている。さらに2005年ごろからは国際大会の際には対戦相手国の分析を行い、その結果をドイツサッカー協会とドイツ代表に提供するサポートも行っている。